# 小行星10174
小行星10174（10174 Emička）是一颗绕太阳运转的小行星，为主小行星带小行星。该小行星于1995年5月2日发现。

## 轨道参数
小行星10174的轨道半长轴为2.7469664 UA，离心率为0.236。